# زاحف بحري

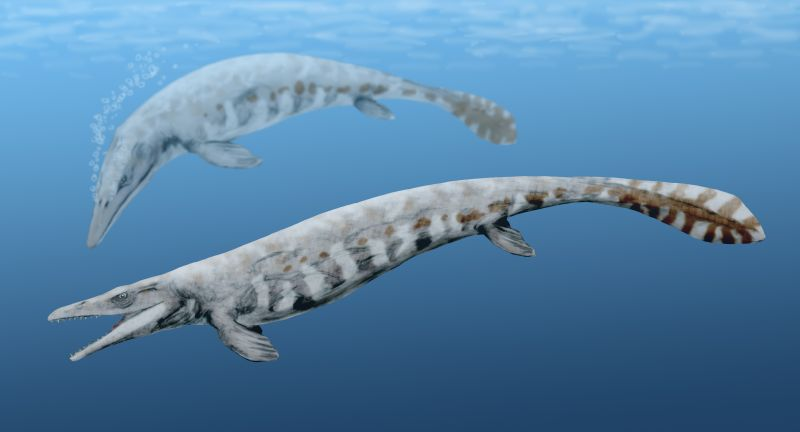
الموزاصور من الزواحف البحرية العملاقة القديمة.

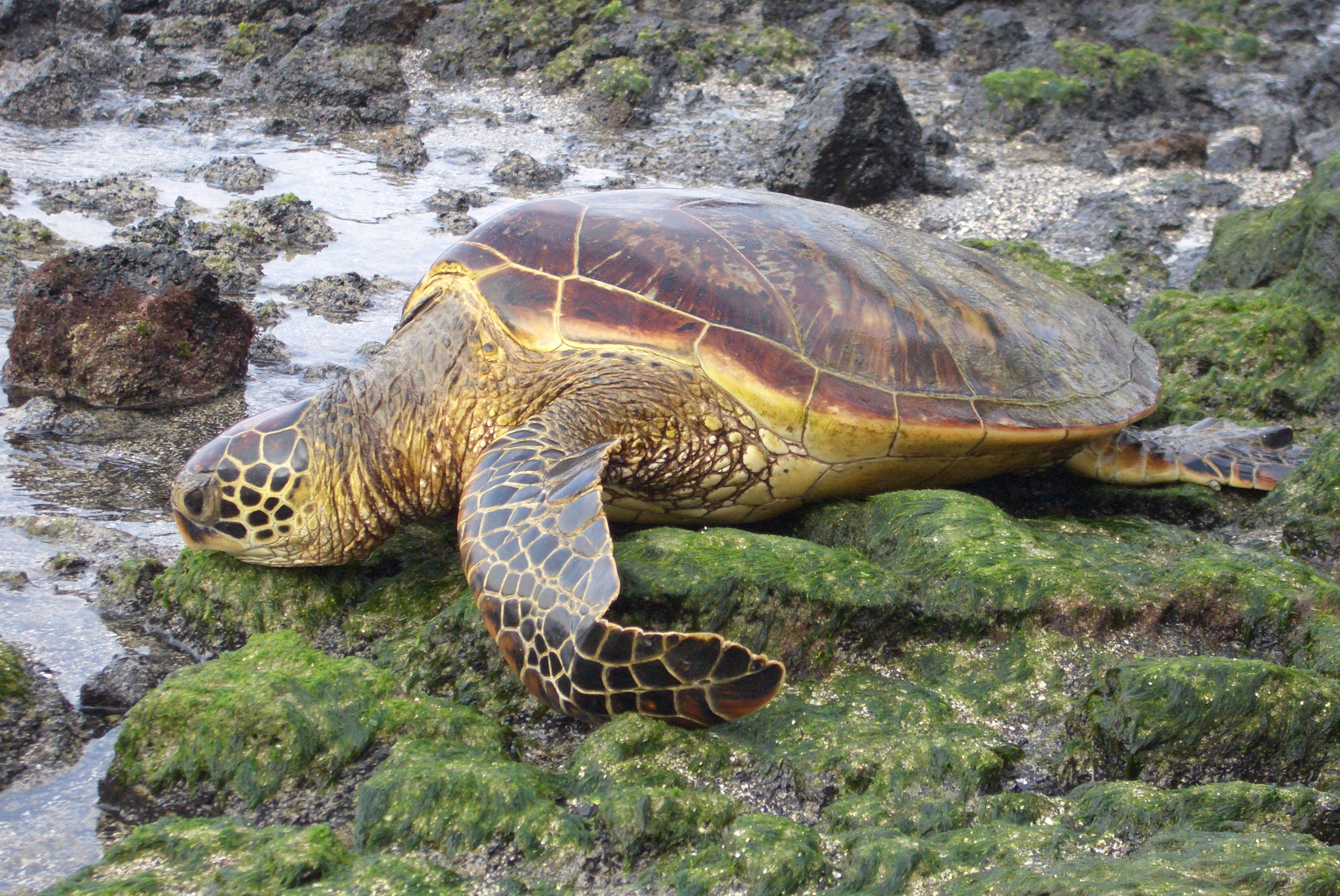
السلاحف البحرية من الزواحف البحرية الحديثة.

الزواحف البحرية هي زواحف تكيفت مع البيئة البحرية وأصبحت تعيش فيها بشكل كامل أو شبه كامل. تكيفت الزواحف البحرية الأولى منذ ملايين السنين مع الماء خلال العصر البرمي ضمن الحقبة الأولى،[بحاجة لمصدر] لكن كان ذلك بعد استعمار الزواحف الأولى للأرض بكثير. ثم في الحقبة الوسطى تكيفت الزواحف البحرية القديمة أكثر وجابت البحار جنباً إلى جنب مع الديناصورات التي على الأرض في نفس الحقبة، ومن أبرز تلك الزواحف البحرية الإكتيوصور والبليزوصور والموزاصور الذين كانوا بعض أكثر الزواحف ازدهاراً ومثّلوا أقوى ضواري البحار لأكثر من 185 مليون عام.،
بعد انقراض العصر الطباشيري-الثلاثي في نهاية العصر الطباشيري أصبحت الزواحف البحرية أقل انتشاراً وتنوعاً، وقد انقرض معظم الكبيرة منها كما حدث مع الزواحف الأخرى على الأرض خصوصاً الديناصورات. في حين أنه قد نجت معظم السلاحف والزواحف الصغيرة الأخرى.
ما زالت تقطن الزواحف المائية الشعاب المرجانية والبحار حتى اليوم. ربما أكثر الزواحف البحرية المعروفة هي السلاحف، فهناك أنواع عديدة من السلاحف البحرية التي تجول الشعاب المرجانية والبحار، وتضع بيضها على الأرض. ومن الزواحف البحرية الحية الأخرى الأفاعي البحرية، فكثيراً ما تسبح الأفاعي البحرية في الماء أو في الشعاب المرجانية، كما أن الأفاعي عموماً لديها قدرة على السباحة في الماء حتى ولو لم تكن من الأنواع البحرية. تعيش التماسيح أيضاً في الماء، لكنها لا تقضى كامل حياتها داخله، بل تستمر بالتنقل بين الماء والأرض للتشمس وغيره، كما أن نوعاً واحداً فقط منها (تمساح المياه المالحة) يَقطن البحار، أما الأنواع الأخرى فتعيش في مناطق الماء العذب.